# Escapar (canción de Kudai)
«Escapar» es una canción interpretada por la banda chilena Kudai. Se lanzó el 4 de abril de 2005 como el tercer sencillo de su álbum debut Vuelo (2003). La primera versión de la canción fue escrita y producida por Gustavo Pinochet.

## Posicionamiento en listas
| Listas (2005-07)        | Mejor posición |
| ----------------------- | -------------- |
| Chile (Chile Top 100)   | 2              |
| México (Los 40)         | 10             |
| Paraguay (Radio Latina) | 22             |

## Versión Revuelo
«Escapar» es una nueva versión lanzada por la banda chilena Kudai en su álbum debut Vuelo (2004). Se lanzó el 12 de febrero de 2021 a través de Sony Music Chile como el segundo sencillo del disco Revuelo (2021).

### Antecedentes y lanzamiento
El tema fue escrito por Gustavo Pinochet y fue producido por Pinochet, Diego Ramírez y José Miguel Alfaro. La mezcla estuvo a cargo por Javier Bassimo, mientras que la masterización fue llevada a cabo por Francisco Holzmann. El tema se lanzó el 23 de octubre de 2020, como segundo sencillo de su álbum Revuelo. En su anunció la banda comentó: «Trajimos este clásico de vuelta, como un gran regalo por todo el apoyo que siempre nos han dado».

### Video musical
Como celebración de sus 20 años de carrera musical, Kudai comenzó a grabar nuevas versiones de sus temas anteriores, para el video musical de «Escapar» y debido a la pandemia COVID-19, tres de los integrantes que viven en Santiago graban el clip juntos, mientras que Pablo Holman, quien reside en México, lo hizo a distancia.

## Versión 2000's Pop Tour
«Escapar (feat. Kalimba & Dulce María) [En Vivo]» es una nueva versión en la que la banda cantó en conjunto con los cantantes mexicanos Kalimba y Dulce María durante un concierto realizado en la Arena Ciudad de México como parte de la gira musical 2000's Pop Tour, mismo que tomó lugar el 10 de junio de 2022. Se lanzó el 17 de febrero de 2023, como parte del álbum en vivo de la gira, que también incluyó a varios otros artistas con los que los integrantes de la agrupación compartieron escenario e interpretaciones.